# ULAS J134208.10+092838.61
ULAS J134208.10+092838.61 (nom abrégé informel : ULAS J1342+0928 ou simplement J1342+0928) est un quasar dont la découverte est annoncée par Eduardo Bañados et ses collaborateurs dans le journal Nature le 6 décembre 2017. Avec un décalage vers le rouge (z) de 7,541 3 ± 0,000 7, il est le quasar le plus lointain jamais observé en date de décembre 2017, situé à 13,1 milliards d'années-lumière du Système solaire, dépassant ULAS J1120+0641, qui fut pendant plus d'une demi-décennie le seul quasar connu avec z >7 .
Il a une luminosité bolométrique égale à 400 000 milliards (4,0 × 1014) de fois celle du Soleil. Le trou noir central responsable de la luminosité de ce quasar a une masse de 780+330
 −190 millions (7,8+0,33
 −0,19 × 108) de masses solaires.
Ce trou noir est observé tel qu'il était seulement 690 millions d'années après le Big Bang, soit 5 % de l'âge actuel de l'Univers. Cette découverte renforce les modèles de croissance des trous noirs précoces qui autorisent des trous noirs avec des masses initiales de plus d'environ 10 000 masses solaires ou une accrétion hyper-Eddington épisodique. Bien qu'une unique structure à forte densité de colonne d'hydrogène neutre (supérieure à 2 × 1020 cm−2) à proximité immédiate du quasar puisse engendrer un spectre similaire, la probabilité d'existence d'un tel système est estimée inférieure à 1 %. Les découvreurs dérivent ainsi une fraction d'hydrogène neutre dans le milieu intergalactique significatif, bien que la valeur exacte soit dépendante du modèle considéré. Leur analyse la plus conservatrice donne une proportion d'hydrogène neutre (HI) supérieure à 0,33 (respectivement 0,11) à une probabilité de 68 % (respectivement 95 %), indiquant que le quasar est bien observé à l'époque de la réionisation.
Ce quasar se trouve à 13,1 milliards d'années-lumière de la Terre dans la constellation du Bouvier.

## Découverte
Le 6 décembre 2017, des astronomes annoncent la découverte d'un quasar grâce à l'étude des données du WISE, d'observations avec l'un des télescopes Magellan au Chili, de recherches avec le grand télescope binoculaire en Arizona et d'observations avec le télescope Gemini North de l'observatoire Gemini à Hawaii. Les scientifiques déterminent que le trou noir supermassif existe environ 690 millions d'années après la naissance de l'Univers, soit environ 5 % de son âge actuel.
Le quasar s'est formé à l'époque de la réionisation, soit au plus tard 1 milliard d'années après la naissance de l'Univers,. Le quasar a éjecté d'énormes quantités de poussières et de gaz dans le milieu interstellaire de sa galaxie hôte.

## Population
En septembre 2022, une équipe de scientifiques a réussi à mettre en évidence que le quasar est entouré d'un halo de gaz, mais ce dernier présente une totale surabondance d'éléments tels que le fer, de sorte que l'équipe de scientifiques responsable de cette découverte a émis l'hypothèse que cette surabondance provient d'une supernova d'une étoile de population III, la première à être identifiée jusqu'ici. La recherche d'étoiles de la population III fascine et échappe aux astrophysiciens depuis des décennies. Un endroit prometteur pour capturer des preuves de leur présence doit être les objets à décalage vers le rouge élevé ; les signatures doivent être enregistrées dans leurs abondances chimiques caractéristiques. Les abondances de fer et de magnésium observées dans le halo extérieur du quasar ont été identifiées à partir des raies d'émission ultraviolettes de l'ion ferreux et du magnésium dans le spectre proche infrarouge de l'UKIDSS Large Area Survey. Cette équipe constate que le halo de ce quasar est extrêmement enrichi, d'un facteur 20 par rapport à l'abondance de fer dans la photosphère solaire, ainsi qu'un très faible rapport entre l'abondance de magnésium/fer, avec des niveaux de [Fe/H] = 1,36 ± 0,19 et [Mg/Fe] = -1,11 ± 0,12, seulement 700 millions d'années après le Big Bang. Une telle caractéristique d'abondance inhabituelle ne peut pas être expliquée par la vision standard de l'évolution chimique de l'univers qui considère que ces abondances ne peuvent être causées que par des supernovas canoniques.
Bien qu'il reste une incertitude dans la mesure de masse élevée par rapport à celle attendue avec les étoiles de population III, la grande quantité de fer dans le halo de ULAS J1342+0928 a été fournie par une supernova à instabilité de paires causée par l'explosion d'un énorme étoile de la population III, dont la masse peut être comprise entre 150 et 300 M☉. Les modèles d'évolution chimique basés sur l'enrichissement initial des supernovas à production de paires expliquent bien la surabondance de fer dans le halo du quasar.
Selon la cosmologie du Big Bang, la nucléosynthèse ne produit pas d'éléments lourds en raison de la diminution rapide de la densité et de la température à mesure que l'Univers s'étend. Cela a conduit à une interprétation immédiate que les éléments lourds observés dans divers objets de l'Univers sont synthétisés à l'intérieur des étoiles massives et éjectés par les supernovas. Ainsi, la première génération d'objets stellaires appelés Population III devrait être des étoiles massives nées d'un gaz de composition primitive constitué presque exclusivement d'hydrogène et d'hélium. Si la fonction de masse initiale des hypothétiques étoiles de population III s'étendait à des masses aussi basses que ~1 M☉, leur durée de vie serait aussi longue que l'âge de la galaxie, et ils survivraient pour être observés de nos jours. Contrairement aux attentes, malgré les grands efforts d'observation déployés au cours des quatre dernières décennies, aucune étoile sans métaux n'a été trouvée dans la Voie lactée. Ce résultat nul a été discuté du point de vue de savoir si les étoiles de population III de faible masse ont été classées à tort comme des étoiles modérément pauvres en métaux en raison de leur pollution de surface après leur naissance, ou s'ils ne se sont pas réellement formés, comme le suggèrent certains arguments théoriques. Dans tous les cas, l'existence d'étoiles de population III de faible masse restera une hypothèse à moins qu'une étoile véritablement sans métaux ne soit découverte à l'avenir.
D'autre part, bien qu'il reste une incertitude importante dans notre compréhension de la fin de ces étoiles, les étoiles massives de population III avec des masses sensiblement supérieures à 10 M☉ qui provoquent une nucléosynthèse explosive sont de courte durée et auraient déjà dû devenir des supernovas bien avant la formation de la galaxie hôte. Cependant, le schéma d'abondance des éléments lourds devrait être enregistré dans le schéma d'abondance des étoiles de deuxième génération nées du gaz environnant mélangé aux gaz éjectés par les supernovas de leurs voisines de génération III. Sur la base de cette idée, ainsi que des calculs de nucléosynthèse explosive des progéniteurs de population III, les signatures de nucléosynthèse des étoiles massives de population III ont été recherchées dans les observations des modèles d'abondance d'éléments lourds dans les étoiles de population II extrêmement pauvres en métaux que l'on pense être la seconde génération presque aussi vieilles que les étoiles de la population III. Cependant, motivé par l'idée que les premières étoiles se forment en petits amas ouverts, il a été suggéré que les étoiles de deuxième génération pourraient s'être formées à partir de gaz enrichi par plusieurs supernovas de populations III avec différentes masses progénitrices.
Dans ce cas, le problème inverse de trouver le progéniteur de la supernova à partir du modèle d'abondance d'une étoile de deuxième génération ne garantit pas nécessairement l'unicité de la solution, et le résultat est moins contraint. De plus, il reste le problème de savoir si les véritables étoiles de deuxième génération peuvent être séparées uniquement par leur métallicité ou leur âge. Des recherches dans ce sens sont toujours en cours, mais les résultats obtenus jusqu'à présent ne limitent pas définitivement les propriétés des étoiles massives de population III dans la galaxie. On sait depuis longtemps que si l'hydrogène dans l'espace intergalactique était neutre, alors aucune lumière émise par les quasars à des longueurs d'onde plus courtes que la longueur d'onde de l'hydrogène Lyα ne pourrait être détectée. La première preuve que l'Univers subit une réionisation a été trouvée dans les observations des raies Lyα de l'hydrogène dans les spectres de quasars. Le nombre de lignes diminue avec la diminution du décalage vers le rouge, indiquant que la réionisation augmente à mesure que l'Univers s'étend. La formation de quasars et des premières étoiles autour de z ∼ 7 à 10 a déclenché la transition de l'Univers d'un état neutre à un état entièrement ionisé.
Ces dernières années, les simulations cosmologiques ont inspiré des tentatives pour prédire l'observabilité des premières étoiles massives et leurs propriétés à l'époque de la réionisation cosmique, et ont suscité un intérêt croissant pour détecter les premières étoiles par des observations spectroscopiques d'objets à décalage vers le rouge élevé qui peuvent être retracées dans le temps jusqu'à cette époque. Dans ce contexte, le spectre proche infrarouge du quasar ULAS J1342+0928 a beaucoup attiré l'attention. ULAS J1342+0928 est le quasar le plus éloigné (même si QSO J0313-1806 pourrait se trouver plus loin que ULAS J1342+0928) et se trouve dans la période de transition de la réionisation cosmique, où la contribution du quasar à la réionisation est encore controversée. C'est la première fois qu'un spectre détaillé du quasar le plus éloigné est obtenu. Le spectre contient un certain nombre de raies d'émission d'éléments lourds émises dans la gamme de longueurs d'onde ultraviolette-visible, situées dans une région interprétée comme un halo. On pense que ces raies proviennent d'éléments lourds fournis dans le halo par la nucléosynthèse explosive d'étoiles massives formées avant 700 millions d'années après le Big Bang. Selon des calculs théoriques, le rapport d'abondance des éléments ionisés tels que l'oxygène, le néon, le magnésium et le silicium par rapport à l'abondance de fer est sensible à divers types de progéniteurs de supernovas anciennes. Par conséquent, il est possible de distinguer les progéniteurs des supernovas de populations III des mesures [α/Fe] avec une grande fiabilité. Le rapport d'abondance [α/Fe] pour ULAS J1342  devrait donc fournir de nouvelles informations sur la possible existence des étoiles de populations III.
Pour étudier l'évolution du décalage vers le rouge du rapport d'abondance [α / Fe], le rapport de flux des raies d'émission de l'ion ferreux et du magnésium dans le spectre du quasar a récemment été mesuré par de nombreux chercheurs. Cependant, aucune évolution claire du décalage vers le rouge n'a été observée dans ces mesures de rapport de flux. D'autre part, des études statistiques de spectres de quasars ont montré que le rapport de flux Fe II/Mg II dépend non seulement de l'abondance des éléments lourds, mais également de paramètres de sous-abondance. Ces résultats suggèrent que la conversion des flux de raies d'émission Fe II et Mg II dans le rapport d'abondance [Mg/Fe] est essentielle pour étudier quantitativement l'évolution chimique de l'univers.
Des calculs ont permis de déduire l'origine de l'anomalie, dans le rapport [Mg/Fe] dans le halo de ULAS J1342+0928, en tant qu'une supernova à production paires venant d'une étoile progénitrice d'une masse estimée à 280 M☉. Selon de récents calculs de nucléosynthèse, l'éjection de matière de la supernova a la valeur [Mg/Fe] la plus basse dans la gamme de masse des étoiles progénitrices de ce genre de supernova.
Pour comparer les observations futures avec les simulations cosmologiques, examination attentive des biais dans l'évaluation du taux de détection des quasars à décalage vers le rouge élevé et du taux d'hébergement d'étoiles de population III dans des amas protogalactiques. Cependant, si les futures observations de quasars révèlent un signe du pic de distribution de masse des premières étoiles, cela imposera certainement des contraintes sur la modélisation de la formation des structures dans l'Univers.
Si les éléments lourds des quasars proviennent de supernovas causées par des étoiles de population III, les quasars lointains devraient tous relever des abondances similaires à celles observées avec ULAS J1342+0928. D'autre part, les simulations cosmologiques montrent que tous les halos primordiaux, avec une masse générale de 108 M☉ n'accompagnent pas la formation d'étoiles massives de population III de 102 à 103 M☉. Les halos sans étoiles de population III s'assemblent en amas protogalactiques qui subissent l'évolution chimique entraînée par les cycles de formation d'étoiles et d'explosion de supernova de type Ia. Ensuite, les quasars, déclenchés pour s'activer dans la région centrale des galaxies elliptiques hôtes, sont distribués comme une crête le long des modèles d'évolution chimique standard, à partir desquels la mesure du rapport [Mg/Fe] peut être contrainte.
D'autre part, si les éléments lourds dans ULAS J1342+0928 lors de la réionisation cosmique proviennent d'une supernova de population III avec un progéniteur de 280 M☉, le rendement en fer dans ses gaz éjectés est d'environ 40 M☉. En d'autres termes, seulement environ 20 de ces supernovas sont nécessaires pour faire augmenter la métallicité d'un facteur de 4 à 10 par rapport à la métallicité solaire, pour un modèle qui prévoit plusieurs supernovas avec une séparation moyenne d'environ 400 kpc (∼1,3 million d'al). Selon les calculs de nucléosynthèse explosive, le rapport [Mg/Fe] a été utilisé pour déduire un progéniteur de supernova de forte masse. Cependant, divers autres ratios d'abondance ont été proposés qui ne dépendent pas beaucoup de la masse des progéniteurs. Lorsqu'ils sont mesurés par la conversion flux-abondance, ces autres rapports devraient montrer une caractéristique d'un population III, telle qu'un rapport élevé de [Si/Mg] = ~1 pour un cas en silicium en excès et un faible ratio d'aluminium [Al/Mg] = -1 pour l'effet pair-impair. Les études de suivi devraient fortement confirmer l'existence d'une étoile de population III ayant explosé en supernova.
L'existence d'une étoile massive de population III à décalage vers le rouge élevé, si elle est confirmée, pourrait avoir un impact sur les recherches en cours de signatures des premières étoiles massives imprimées sur les modèles d'abondance d'éléments lourds des étoiles de deuxième génération dans la galaxie. Les stratégies de recherche actuelles rencontrent des difficultés pour identifier les vraies étoiles de deuxième génération à partir d'un échantillon d'étoiles très pauvres en métaux. Étant donné que la sélection d'étoiles pauvres en métaux ne signifie pas nécessairement remonter dans le temps aux étoiles de deuxième génération, les caractéristiques nucléosynthétiques des étoiles massives de population III peuvent ne pas être contraintes par les modèles d'abondance des éléments lourds de ces étoiles. Cependant, si de véritables étoiles de deuxième génération peuvent effectivement être sélectionnées, le type de supernova de population III responsable de leurs schémas d'abondance observés peut être spécifié.
Afin de mieux contraindre l'origine de l'anomalie dans le rapport de [Mg/Fe] dans ULAS J1342+0928, il vaut la peine de considérer d'autres sources pour tenir compte de l'éjection de fer significative dans une supernova de population III. La limite supérieure de la gamme de masse pour les premières étoiles est incertaine, mais la possibilité qui va de 500 à 1 000 M☉ a été soulignée par un certain nombre d'auteurs. Les explosions d'étoiles très massives dans cette gamme nécessitent un moteur alimenté par un collapsar. En supposant l'injection d'énergie d'un jet astrophysique à partir d'un disque d'accrétion dans le centre du quasar et en définissant les paramètres du jet pour faire exploser l'étoile, des scientifiques ont effectué des calculs de nucléosynthèse explosive pour des étoiles de population II avec une masse de 500 et 1000 M☉, explosant en supernova de type II. Bien que la nucléosynthèse d'un tel modèle de collapsar soit très incertaine, il convient de mentionner que leur modèle 1000 M☉, entre autres, donne de manière intéressante un rapport [Mg/Fe] = -1,17, ce qui pourrait expliquer le rapport [Mg/Fe] = -1,11 ± 0,12 de ULAS J1342+0928. Cependant, la masse du halo qui peut expliquer un rapport [Fe/H] = 1 et une masse d'environ 300 M☉, ce qui est même inférieur à la masse de l'étoile progénitrice. C'est donc peu probable.
Les scientifiques ont notamment exclu le fait que la supernova était de type Ia, une source majeure de fer reconnue, des candidats expliquant l'observation d'un tel rapport inhabituellement bas de [Mg/Fe] dans le halo de ULAS J1342 à z = 7,54. Cette exclusion a été faite parce que le fer dans le halo était supposé provenir de l'évolution chimique précoce d'une galaxie elliptique hébergeant ULAS J1342+0928, et même la contribution de fer maximale possible dans une supernova de type II et Ia s'est avérée incapable de reproduire l'observation du rapport [Mg/ Fe]. Cependant, si le fer dans le halo ne provient pas de la galaxie hôte, mais uniquement de la supernova dans le halo, il est toujours intéressant de considérer une supernova de type Ia avec des éjections théoriques de [Mg/Fe] = -1,5. En fait, il a longtemps été souligné qu'une naine blanche de forte masse est amenée à exploser en supernova de type Ia par la perturbation de la marée lors du passage à proximité d'un trou noir. Si ce phénomène se produisait réellement près du trou noir supermassif au centre d'une galaxie, le halo pourrait être un site unique présentant les caractéristiques nucléosynthétiques uniquement de la supernova de type Ia. D'autre part, le rendement en fer d'une supernova de type Ia est de ∼~0,5 M☉, ce qui n'est qu'environ un centième du rendement en fer d'une supernova de population III avec un progéniteur de 280 M☉. De plus, la masse du halo requise par une supernova de type Ia pour expliquer l'observation de [Fe/H] = 1 par dilution n'est également qu'environ un centième de la masse du halo estimée. Par conséquent, un amas composé de 100 supernova Ia dans le halo, bien que hautement spéculatif, conduirait plus ou moins au même résultat que l'objet observé dans le halo de ULAS J1342+0928.

### Articles scientifiques
- [Bañados et al. 2017] (en) Eduardo Bañados et al., « An 800-million-solar-mass black hole in a significantly neutral Universe at a redshift of 7.5 » [« Un trou noir de 800 millions de masses solaires dans un Univers significativement neutre à un décalage vers le rouge de 7,5 »], Nature,‎ 6 décembre 2017 (ISSN 0028-0836, DOI 10.1038/nature25180, arXiv 1712.01860). Les co-auteurs de l'article sont, outre Eduardo Bañados, Bram P. Venemans, Chiara Mazzucchelli, Emanuele P. Farina, Fabian Walter, Feige Wang, Roberto Decarli, Daniel Stern, Xiaohui Fan, Fred Davies, Joseph F. Hennawi, Rob Simcoe, Monica L. Turner, Hans-Walter Rix, Jinyi Yang, Daniel D. Kelson, Gwen Rudie et Jan Martin Winters.
- [Venemans et al. 2017] Venemans, Bram P. et al., « Copious Amounts of Dust and Gas in a z = 7.5 Quasar Host Galaxy », The Astrophysical Journal Letters, vol. 851, no 1,‎ 6 décembre 2017 (lire en ligne, consulté le 6 décembre 2017).

### Communiqués de presse institutionnels
- [Landau et Bañados 2017] Elizabeth Landau et Eduardo Bañados, « Found: Most Distant Black Hole », NASA,‎ 6 décembre 2017 (lire en ligne, consulté le 6 décembre 2017).

### Autres
- Roberto Decarli et al., « Spitzer Space Telescope - Directors Discretionary Time Proposal #13201: Rest-frame optical photometry of a z-7.54 quasar and its environment », CalTech,‎ septembre 2017 (lire en ligne, consulté le 6 décembre 2017)

### Articles de vulgarisation
- [Simon 2017] Éric Simon, « Découverte du premier quasar situé avant la réionisation complète de l’Univers, 690 millions d’années après le Big Bang », Ça se passe là-haut...,‎ 8 décembre 2017 (lire en ligne)
- [Choi 2017] Charles Q. Choi, « Oldest Monster Black Hole Ever Found Is 800 Million Times More Massive Than the Sun », Space.com,‎ 6 décembre 2017 (lire en ligne, consulté le 6 décembre 2017).